# 台湾の高速道路
台湾の高速道路では、台湾の自動車専用道路の概要を記述する。

## 概要
国が管理する高速道路は、国道と省道に分かれる。行政上の管理の名称は、国道が「高速公路」、省道が「快速公路」である。2者の違いについては台湾の国道の項を参照のこと。
また地方自治体が設置する「大道」「県道」「市道」「郷道」「区道」にも高速道路（自動車専用道路）となっている道路が存在する。管理は原則地方自治体によるが、一部国の管理によるものもあり、交通部公路総局（国の機関）管理であれば省道同様「快速公路」、地方自治体管理であれば「快速道路」の名称が使われる（原則）。
高速公路（国道）と快速公路（省道）の違いは標識の形を見れば一目瞭然だが、国道のマークであっても3号甲（台北連絡線）と8号（台南支線・台南環線）は、法律上「快速公路（省道）」である。これは道路交通法上の違いである。

高速公路（国道）の標識の例。
快速公路（省道）の標識の例。
高速道路ではない省道（一般省道）標識の例。

台湾における初めての高速自動車専用道路が開通したのは1964年5月2日で、北基新路（麥帥公路）の台北IC-基隆ICが開通した。

### 規格
車線（両側の合計）
- 国道：4〜22車線（最大：中山高速公路泰山転接道 22車線）
  - 台湾一道幅の広い道路（林口IC：最大幅員211m）。
- 省道：2〜10車線（最大：台65線大漢溪大橋 10車線、最小：台61線十分側車道 暫定2車線）
- 県道：4〜6車線（最大：県道168号）
- 郷道：4〜8車線（最大：新店環河快速道路）

車両
- 高速公路は2輪車通行禁止、快速公路は250cc以上の2輪車が通行できる。

### 料金
有料区間と無料区間がある。以前は区間制料金であったが、2013年から距離制料金に変わった。また2014年1月2日より全土で自動料金収受システム（ETC）を導入しており、料金所はすべて廃止されている。道路料金はe-TAGと呼ばれる小型ラベルを読み取る方式で、e-TAGの口座にあらかじめクレジットカードや銀行口座、コンビニエンスストアなどからチャージをしておく。残高不足で走行すると罰金請求が、登録住所もしくは自動車所有者に送られてくるが、近年は自動チャージやウェブ上からのチャージといったサービスも増えているようである。導入から間もない制度であるため、台湾非居住者がe-TAGを利用する方法等については、最新情報をレンタカー会社などで確認されたい。

### ジャンクション
インターチェンジの名称は「交流道」。
「系統交流道」は複数の高速道路同士の結節点に用いられている。具体例は以下:
- 台南系統交流道：台南JCT（略称：台南系統）。英語表記は“Tainan System Interchange”。

## 建設

### 建設資金
- 国道：中華民国国道基金（通行料金から賄われる）。
- 省道・県道：国からの補助金。
- 市道、区道：地方自治体の租税。

### 建設にあたる部署
- 国道新建工程局 - 国道、省道
- 交通部公路総局 - 省道、県道と市道、郷道、区道
- 地方自治体の公路局 - 県道と市道、郷道、区道
- 地方自治体の工務局、建設局 - 市区道路

- 営建署 （中華民国内政部内に設置された「生活圈道路（日本の都市高速道路や大都市周辺のバイパスに相当）」および、交通部や各県政府からの委託を受けた省道と県道、市道、郷道、区道、市区道路の計画、測量、建設を主要業務とする政府機関。具体例は以下）
  - 建設路線名：台中生活圈2號線東段環中路高架道路（略称：環中路高架）

法定路線名：台74線大雅潭子路（台中市政府管理）
通称：環中東路快速道路
  - 建設路線名：台中生活圈2號線西段環中路高架道路（略称：中彰快速）

法定路線名：台74線快官大雅路（交通部公路総局管理）
通称：中彰快速道路
  - 建設路線名：台中生活圈4號線潭子霧峰高架道路（略称：生4高架）

法定路線名：台74線潭子霧峰路（交通部公路総局管理）
通称：台中都會区東側環狀快速公路
  - 建設路線名：台中生活圈5號線清水霧峰高架道路（略称：東環快速）

法定路線名：国道3号（国道高速公路局管理）
通称：中二高清水霧峰段

## 国道（高速公路）

台湾の高速公路

交通部国道高速公路局が管理する。

### 南北方向
有料路線
- 1号：中山高速公路（基隆市 - 高雄市）
  - 1号支線：汐五高架線（台北市 - 新北市）
  - 1号支線：五楊高架線（新北市 - 桃園市）
  - 1号支線：新竹高架線（桃園県 - 新竹市）公式予備
  - 1号支線：台南高架線（台南市）公式予備
  - 1号支線：中山高速公路末端延伸高架線（高雄市）
- 3号：フォルモサ高速公路（基隆市 - 屏東県）
  - 3号支線：フォルモサ高速公路延伸線（屏東県南州 - 屏東県楓港）公式予備
- 5号：北宜高速公路（台北市 - 宜蘭県）
- 5号：蘇花高速公路（宜蘭県 - 花蓮県）公式予備
- 5号：花東高速公路（花蓮県 - 台東県）公式予備
- 7号：高雄港東側聯外高速公路（高雄市）公式予備

無料路線
- 1号支線：基隆港東岸聯外道路（基隆市）
- 1号支線：基隆港西岸高架道路（基隆市）
- 1号支線：中山高速公路末端大型貨物車專用高架線（高雄市）
- 1号支線：高雄港聯外高架道路（高雄市）
- 3号支線：基隆港西岸聯外道路（基隆市）
- 4号支線：台中環線豊原大坑線（台中市豊原区 - 台中市潭子区）工事中
- 4号支線：台中環線神岡后里線（台中市神岡JCT- 台中市后里区）

### 東西方向
有料路線
- 1号甲：桃園航空城北側聯外高速公路（桃園市 - 新北市）工事中
- 3号甲：台北連絡線（台北市 - 新北市）

無料路線
- 1号支線：三国通道（高雄市）
- 1号支線：南部科学工業園区高雄園区連絡道高架線（高雄市）

- 2号：桃園環線（桃園市大園区 - 桃園市八徳区）
- 2号甲：大園支線（桃園市大園区 - 桃園市大園区）
  - 3号支線：南港連絡道（台北市南港区環東大道）
- 4号：台中環線（台中市清水区 - 台中市豊原区）
  - 4号支線：台中環線延伸線（台中市豊原区 - 台中市東勢区）工事中
  - 4号支線：台中環線延伸線（台中市清水区 - 台中市清水区）公式予備
- 6号：南投支線（台中市 - 南投県）
- 6号：中橫高速公路 霧社線 （南投県埔里 - 南投県霧社）公式予備
- 8号：台南支線（台南市）
  - 8号支線：南部科学工業園区連絡道高架線-新港社大道（台南市新市区）
  - 8号支線：台南都會区北外環道路（台南市新市区 - 台南市新化区）工事中
- 10号：高雄支線（高雄市）
  - 10号支線：高雄都会区快速道路（高雄市左營区）
  - 10号支線：里港砂石車專用道（高雄市旗山区 - 屏東県里港）
  - 10号支線：国道10号延伸線（高雄市旗山区 - 省道27線新威大橋）公式予備

#### 中国方向(中国の主張)
- S1513：泉金連絡線（福建省泉州市 - 福建省金門県）公式予備
- S1515：廈金連絡線（福建省廈門市 - 福建省金門県）公式予備

## 省道の高速道路（快速公路）
省道については「台湾省道」の項が詳しい。
交通部公路総局管理。通行料金は無料。
- 台1線 	台一線高架橋 	台北市万華区→新北市泰山区 	8.4 km (橋下道路は新北大道)
- 台61線 	西浜快速公路 	新北市八里区→台南市安南区 	327.1 km
- 台61甲 	快速公路支線 	台北港→新北市八里区 	(西浜快速公路台北港支線)
- 台61乙 	快速公路支線 	彰化県伸港郷→彰化県和美鎮 	(彰浜連絡道)
- 台62線 	快速公路 	基隆市安楽区→新北市瑞芳区 	18.7 km 	全線開通
- 台62甲 	快速公路支線 	基隆市中正区→新北市瑞芳区 	5.6 km 	全線開通 別称は「基隆港東岸連外道路」
- 台63線 	中投快速公路 	台中市南区→南投県草屯鎮 	18.9 km 	全線開通
- 台64線 	快速公路 	新北市八里区→新北市新店区 	28.3 km 	全線開通
- 台65線 	快速公路 	新北市五股区→新北市土城区 	12.8 km 	全線開通
- 台66線 	快速公路 	桃園市観音区→桃園市大渓区 	27.2 km 	全線開通
- 台68線 	快速公路 	新竹市北区南寮→新竹県竹東鎮 	23.5 km
- 台68甲 	快速公路支線 	新竹県竹東鎮四重埔→新竹県竹東鎮 	2.4 km 	全線開通
- 台72線 	快速公路 	苗栗県後龍鎮→苗栗県獅潭郷汶水 	31.0 km
- 台74線 	快速公路 	彰化県彰化市→台中市霧峰区 	39.2 km 	全線開通 (台中都市高架內環道)
- 台74甲 	快速公路支線 	彰化県彰化市→彰化県花壇郷 	10.3 km 	全線開通(彰化東外環道)
- 台76線 	快速公路 	彰化県福興郷漢宝→南投県草屯鎮 	32.6 km 	埔塩JCTから西側の区間は未開通
- 台78線 	快速公路 	雲林県台西郷→雲林県古坑郷 	43.5 km 	全線開通
- 台82線  	快速公路 	嘉義県東石郷→嘉義県水上郷 	34.7 km 	全線開通
- 台84線 	快速公路 	台南市北門区→台南市玉井区 	41.8 km 	全線開通
- 台86線 	快速公路 	台南市南区→台南市関廟区 	20.0 km 	全線開通
- 台88線 	快速公路 	高雄市鳳山区五甲→屏東県竹田郷 	22.5 km 	全線開通

省道のバイパス道路
- 台9線「蘇花公路山区路段改善計画（通称：蘇花改）」 (台9線蘇花公路バイパス)
- 台9線南迴公路截彎取直 (台9線南迴公路バイパス)
  - 金崙高架橋
  - 安朔草埔バイパス
  - 安朔高架橋
- 台19線媽祖大橋(台19線バイパス)

一般省道の高規格幹線道路
- 台1線佳冬代替滑走路，双向8車線，快速公路の規格，二輪車可。
- 台16線集集水里線，双向4車線，快速公路の規格，二輪車可。
- 台17甲線の安吉路，双向10車線，行政名称は「国道8号連絡道」。
- 台17乙線台江大道，双向6車線，行政名称は「国道8号連絡台61線快速公路」。

一般省道の高架道路
- 台1線王田陸橋
- 台1線高屏大橋
- 台2己線
- 台3線華江橋
- 台5線高架橋
- 台9線新楓港外環道
- 台10線台中港特一号道路高架線
- 台13線義里大橋高架道路
- 台21線十八重溪橋愛玉橋陳有蘭溪橋，別称は「信義鄉高速道路」18.0 km

構想中・計画中路線
- 台13線 三義外環道高架道路
- 台61甲 	快速公路延伸線 	新北市八里区→新北市淡水区 	(淡江大橋)
- 台86線    快速公路延伸線     台南市関廟区→高雄市旗山区 28.513 km
- 高屏第二快速公路高架線 高雄市→屏東県

## 県道・市道の高速道路（快速公路）
- 市道103号甲線：新北市重陽大橋，1993年以前有料
- 市道104号
- 市道116号：浮洲高架快速道路
- 県道122号：東大高架橋
- 県道124号：苗栗北橫快速道路
- 市道136号：台61線台中港連絡道高架線と中興橋
- 市道140号：苗栗南橫公路，三義卓蘭線高架部。
- 県道168号の一部：省道台82線の併行車道。
- 市道182号龍崎線：省道台86線延伸旗山高架線の併行車道。
- 市道188号：萬大大橋
- 県道189号延伸線

以上の快速公路を含めた台湾の県道の一覧は「台湾の県道・市道の一覧」を参照のこと。

## 郷道の高速道路（快速公路）
- 新店環河快速道路，北100線。
- 四腳亭坑路，北37線，別称は台62甲線連絡道。
- 中133線
- 屏10-2鄉道，里港專用道。

## 生活圈道路
日本の都市高速道路や大都市周辺のバイパスに相当。
- 新北環河快速道路
- 台中生活圈二号道路， 省道台74線大雅潭子線に昇格
- 台中生活圈四号道路， 省道台74線潭子霧峰線に昇格
- 台中生活圈五号道路， 国道中二高豐原霧峰線に昇格
- 東勢─豐原生活圈快速道路(台中市)
- 台江大道
- 台南都會区北外環道路

## 首都の高速道路（快速道路）
台北市12区を中心に、新北市も路線を伸ばす、延長43.3kmの都市高速道路網。
台北市政府管理で、通行は無料。行政上の管理の名称は「快速道路」。
環東快速道路系統
信義快速道路：國道三甲連絡道と信義区連絡道。
天母快速道路、堤頂大道（平面）、環東大道 （高架）、基隆路車行地下道、基隆路高架道路
環西快速道路系統
洲美快速道路、環河南北快速道路、水源快速道路
東西方向快速道路系統
市民大道高架道路、正気橋
大度路、淡北快速道路
南北方向快速道路系統
新生高架道路、建國高架道路
台北生活圈道路系統
構想中・計画中路線
新天母快速道路、外雙溪快速道路、環河北路高架快速道路
東側山区快速道路
芝投公路

## 地方自治体管理の高速道路（快速道路）
新北市
- 新北環河快速道路
- 新店環河路（市区快速道路）
- 浮洲高架快速道路
- 中安快速道路
- 新五路高架橋（県道107甲線 五股交流道聯絡道）
- 大華二路高架道路
- 汐止貨物車專用道（元 台5乙線）
- 汐止大坑溪高架道路
- 北二高南港聯絡道高架橋
- 四腳亭埔路聯絡道（北37線）

基隆市
- 西定高架道路
- 基隆港東岸高架道路
- 基隆港西高架專用道
- 基隆港西岸聯外高架道路

新竹市
- 市区東西系統
  - 東大高架道路

- 市区南北系統
  - 慈雲高架道路（2輪車可）
  - 武陵南北快速道路
  - 寶山交流道聯絡道路（2輪車可）

- 東南山区系統
  - 茄苳景觀大道（2輪車可）
  - 客雅大道（2輪車可）

- 西濱快速道路連絡系統
  - 西濱公路連絡道（2輪車可）
  - 美山連絡道（2輪車可）

苗栗県
- 北橫快速道路 （県道124線）
- 新竹科学工業園区銅鑼園区連絡道高架線

南投県
- 産業運輸大道

台中市
- 台中生活圈道路系統
- 台中都會区東側環狀快速公路系統
- 環中路の高架道路
- 向上路(特3号道路)

台南市
- 台南生活圈道路系統
- 新港社大道高架道路
- 台南都會区北外環道路
- 国道8号新市IC連絡省道台一線の高架道路

高雄市
- 高雄都会快速道路：国道10号の連絡道。別称は大中快速道路。
- 南科高雄園区中山高連絡道：連絡国道1号。
- 新生高架道路（工事中）

屏東県
里港砂石車專用道